# Mur de Trump
Cet article court présente un sujet plus développé dans : Barrière entre les États-Unis et le Mexique.

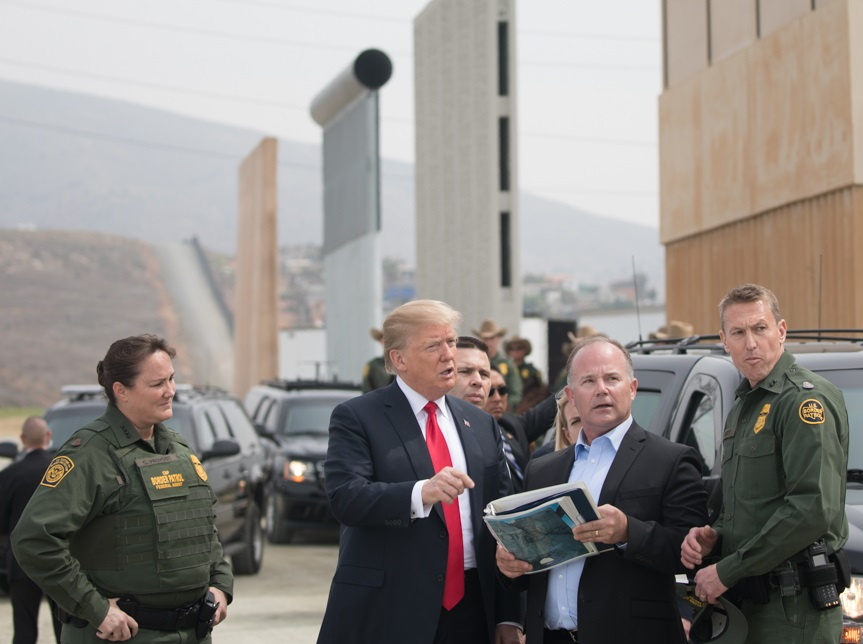
Le président Trump inspectant des prototypes de murs à San Diego, en mars 2018.

Le mur de Trump (en anglais : Trump wall), ou simplement le mur (the wall), est le nom familier désignant un projet d'extension de la barrière entre les États-Unis et le Mexique pendant la première présidence de Donald Trump.

## Historique
Tout au long de sa campagne présidentielle de 2016, Donald Trump appelle à la construction d'un mur frontière beaucoup plus grand et fortifié, affirmant que s'il est élu, il « construirait le mur et ferait en sorte que le Mexique en paie le prix ». Enrique Peña Nieto, alors président du Mexique, déclare que son pays ne paierait pas pour ce mur. Le 25 janvier 2017, l'administration Trump signe le décret 13767 (en), qui enjoint officiellement au gouvernement des États-Unis de commencer à construire un mur frontalier avec le financement fédéral existant, bien que le financement complet ne soit pas garanti. Le gouvernement fédéral est en partie fermé du 22 décembre au 25 janvier 2019 en raison de l'intention déclarée de Trump de mettre son veto à tout projet de loi de dépenses n'incluant pas un financement de cinq milliards de dollars pour la construction d'un mur frontalier.
Le Pentagone annonce en février 2020 débloquer 3,8 milliards de dollars supplémentaires pour le mur souhaité par Donald Trump. Cette somme porte à près de 10 milliards de dollars les fonds alloués depuis juillet 2019 par le ministère de la Défense à ce projet.
Le chercheur Christophe Ventura souligne que « l’érection de ce mur est accompagnée de menaces très lourdes sur l’économie mexicaine en cas de non-coopération du gouvernement de Mexico pour freiner l’immigration, comme on l’a vu fin mai 2019 lorsque Donald Trump a annoncé une forte taxation de tous les produits mexicains exportés vers le marché des États-Unis si le gouvernement mexicain n’empêchait pas immédiatement les migrants de passer ».
En août 2020, Steve Bannon est inculpé pour « détournement de fonds ». L'ancien conseiller de Donald Trump est accusé d'avoir utilisé des centaines de milliers de dollars, récoltés pour aider à financer la construction du mur, pour couvrir des dépenses personnelles.

## Avancement
Au 5 janvier 2021, le mur atteint une longueur totale de 452 milles (727 km). Trump annonçait en septembre 2019 vouloir atteindre entre 450 et 500 miles fin 2020.

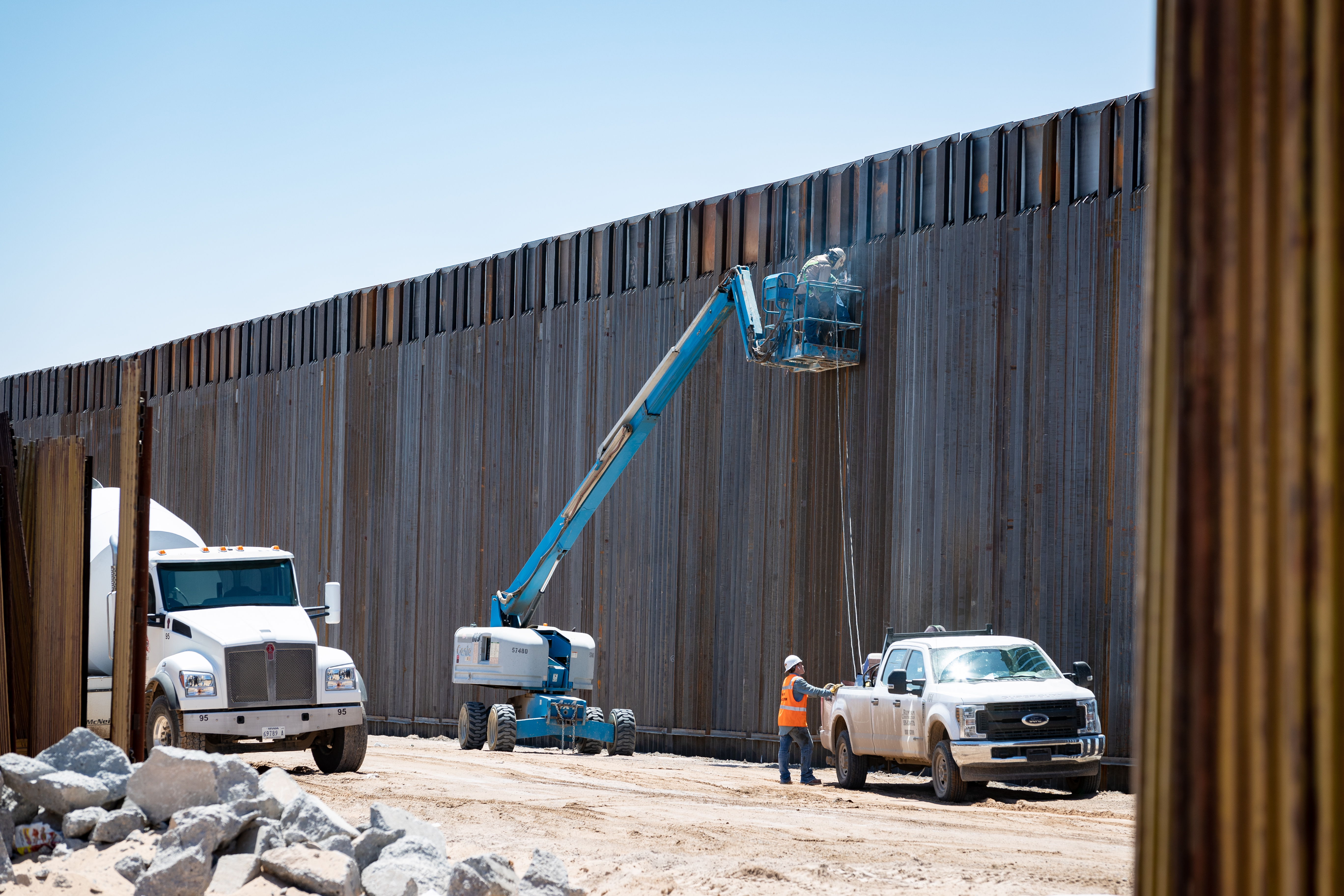
Travaux en 2019.

En 2021, sur les 1 600 km de murs promis par Donald Trump durant sa première campagne présidentielle, environ 727 km sont édifiés. Plus précisément, la grande majorité de la barrière est bâtie sur des zones qui avaient déjà été l'objet d'une protection frontalière sous les présidences de Barack Obama, George W. Bush et Bill Clinton ; chacun de ces présidents a ainsi davantage érigé de barrières frontalières avec le Mexique que Donald Trump. Seuls 8 km l'ont été dans des zones où ne se trouvait aucune barrière.
Alors que le président avait successivement promis que son mur coûterait 4 puis 10 puis 12 milliards de dollars, le coût des travaux s'élève finalement à 15 milliards, 5 ayant été financés par le Congrès et 10 par le Pentagone. Contrairement à la promesse initiale de Donald Trump, le Mexique n'a jamais financé un centime pour la construction du mur.

## Conséquences
Son efficacité est remise en cause, certains migrants parvenant à l'escalader facilement, d'autres à en scier des parois. C'est surtout au niveau de la faune que le mur produit le plus d'effets, de nombreuses espèces animales étant forcées de passer par des villes ou des autoroutes, forcément dangereuses, pour se déplacer au fil des saisons.
Fin 2020, les statistiques indiquent toutefois une forte réduction du nombre de passages de clandestins, bien que certains analystes estiment qu'il s'agit plutôt d'une conséquence de la pandémie de Covid-19. Par ailleurs, le nombre de saisies de drogues augmente. Successeur de Donald Trump, le démocrate Joe Biden annonce qu'il met un terme à la construction du mur mais sans pour autant détruire les segments existants.